# Missa Sine Nomine (Schidlowsky)
La Misa Sine Nomine  (Misa sin nombre) es una pieza musical creada en 1977 por el compositor chileno-israelí Leon Schidlowsky como misa para narrador y coros, en honor del cantante folclórico chileno y activista de derechos humanos Víctor Jara. La obra es una puesta en escena de partes de la misa ordinaria yuxtapuestas con pasajes bíblicos en hebreo y textos en otros idiomas de varios autores contemporáneos, incluido el propio compositor. La composición consta de once movimientos y utiliza diferentes grupos de intérpretes en cada uno. La partitura utiliza notación gráfica . Los movimientos, que se pueden realizar por separado, deben ir acompañados de proyecciones visuales. Se representó por primera vez en Hamburgo en 1980.
Leon Schidlowsky compuso Misa Sine Nomine en 1977  en memoria de Víctor Jara. Jara fue un cantante folclórico chileno que fue una de las líderes del movimiento " Nueva canción chilena ", además de poeta y activista de derechos humanos; fue detenido el 12 de septiembre de 1973, al día siguiente del golpe de Estado contra Salvador Allende. Estuvo recluido en el Estadio Chile, donde fue torturado y asesinado por militares chilenos. 
Para los textos, Schidlowsky yuxtapuso partes de la misa ordinaria (Kyrie, Gloria, Credo, Benedictus y Dona nobis pacem) con textos de George Grosz, él mismo y Vladimir Mayakovsky, comenzando y terminando con textos de la Biblia en hebreo.  La partitura utiliza notación gráfica . Los movimientos se pueden realizar por separado y están destinados a ir acompañados de proyecciones visuales. 
La primera interpretación se realizó en 1980 mientras el compositor pasaba un año sabático en Hamburgo, interpretada en la Musikhochschule de Hamburgo por el Bramfelder Kantorei dirigido por Klaus Vetter.  La obra fue publicada por el Instituto de Música de Israel. 

## Estructura
Misa Sine Nomine está en once movimientos para diferentes partituras: un orador, coros mixtos de hasta 36 voces, órgano y percusión, incluyendo gongs y platillos suspendidos: 
1. Bereschít bará elohím et haschamáim weét haáretz, texto de la Biblia, para dos coros mixtos y percusión
2. Kyrie, para gran coro mixto
3. Lied, texto de George Grosz, para orador y órgano
4. Gloria, para gran coro mixto y cuatro gongs (1 jugador)
5. Chile, texto del compositor, para 20 voces mixtas
6. Credo, para altavoz, gran coro mixto, órgano y cuatro bombos (1 jugador)
7. Benedictus, para 36 voces mixtas y cuatro platillos suspendidos (1 jugador)
8. Ich komme, texto de Vladimir Mayakovsky, para 36 voces mixtas
9. Dona nobis pacem, para gran coro mixto
10. Babel, texto de la Biblia, para 6 sopranos, 6 altos, 4 tenores, 4 bajos
11. Epílogo, texto de la Biblia, para locutor, pequeño coro mixto, gran coro mixto, órgano, 4 percusiones

La duración es de 45 minutos. 
El primer movimiento es una ambientación del comienzo de la Biblia hebrea. 

## Grabación
La misa fue grabada en 1998 por miembros de la Emmauskirche en Berlín: el coro, el orador Karl-Heinz Barthelmeus, el organista Reinhard Hoffmann y los percusionistas Nicole Hartig, Sebastian Trimolt, Thomas Rönnefarth y Jan Seeliger, bajo la dirección de Ingo Schulz. Fue lanzado en 2002. Para centrarse en la yuxtaposición de la liturgia de la misa y otros textos, varias pistas combinan dos movimientos. 

## Otras lecturas
- Traber, Habakuk: Schidlowsky, Leon: misa sine nomine . En: Forum Kirchenmusik, Templin, Alemania 1999.
- Kube, Michael: Schidlowsky, Leon: misa sine nomine . En: Neue Zeitschrift für Musik, Mainz 1999.